# Гейсенс, Джей-Ди
Джей-Ди Гейсенс (нидерл. Jay-Dee Geusens; род. 5 марта 2002, Генк, Фламандский регион) — бельгийский футболист, полузащитник клуба «Васланд-Беверен».

## Клубная карьера
Гейсенс — воспитанник клуба «Генк». 26 сентября 2021 года в матче против «Серена» он дебютировал в Жюпиле лиге.